# El Balís
El Balís – miejscowość w Hiszpanii, w Katalonii, w prowincji Barcelona, w comarce Maresme, w gminie Sant Vicenç de Montalt.
Według danych INE z 2005 roku miejscowość zamieszkiwało 116 osób.